# José Durand Laguna
José Durand Laguna (La Viña, 7 de novembro de 1885 — Assunção, 16 de julho de 1959) foi um treinador de futebol argentino. Ele dirigiu o Paraguai na Copa do Mundo de 1930, sediada no Uruguai. Seus comandados terminaram na nona colocação dentre os treze participantes.
Laguna foi um dos fundadores e primeiro presidente do Huracán, clube onde ganhou os campeonatos argentinos de 1921 e 1922 (os primeiros do Huracán) como jogador e o de 1928 como treinador. Como jogador, marcou o primeiro gol do primeiro clássico com o San Lorenzo. Estreou pela seleção argentina por acaso, quando já tinha mais de 30 anos, contra o Brasil na primeira Copa América: estava na plateia para assistir e foi chamado para suprir a repentina impossibilidade de Alberto Ohaco jogar. Acabou marcando o gol dos argentinos, aos dez minutos de jogo, no empate em 1-1. Ele era negro.